# V528 Carinae
V528 Carinae eller HD 95950, är en ensam stjärna i norra delen av stjärnbilden Kölen. Den har en högsta skenbar magnitud av ca 6,27 och kräver åtminstone en stark handkikare för att kunna observeras. Baserat på parallax enligt Gaia Data Release 3 på ca 0,45 mas, beräknas den befinna sig på ett avstånd på ca 7 200 ljusår (ca 2 200 parsek) från solen. Den rör sig närmare solen med en heliocentrisk radialhastighet på ca -28 km/s. Avståndet till V528 Carinae är osäkert och Hipparcosdata anger negativ parallax. Med antagande om att stjärnan ingår i rörelsegruppen Carina OB2 skulle avståndet vara omkring 1 830 parsek.

## Egenskaper

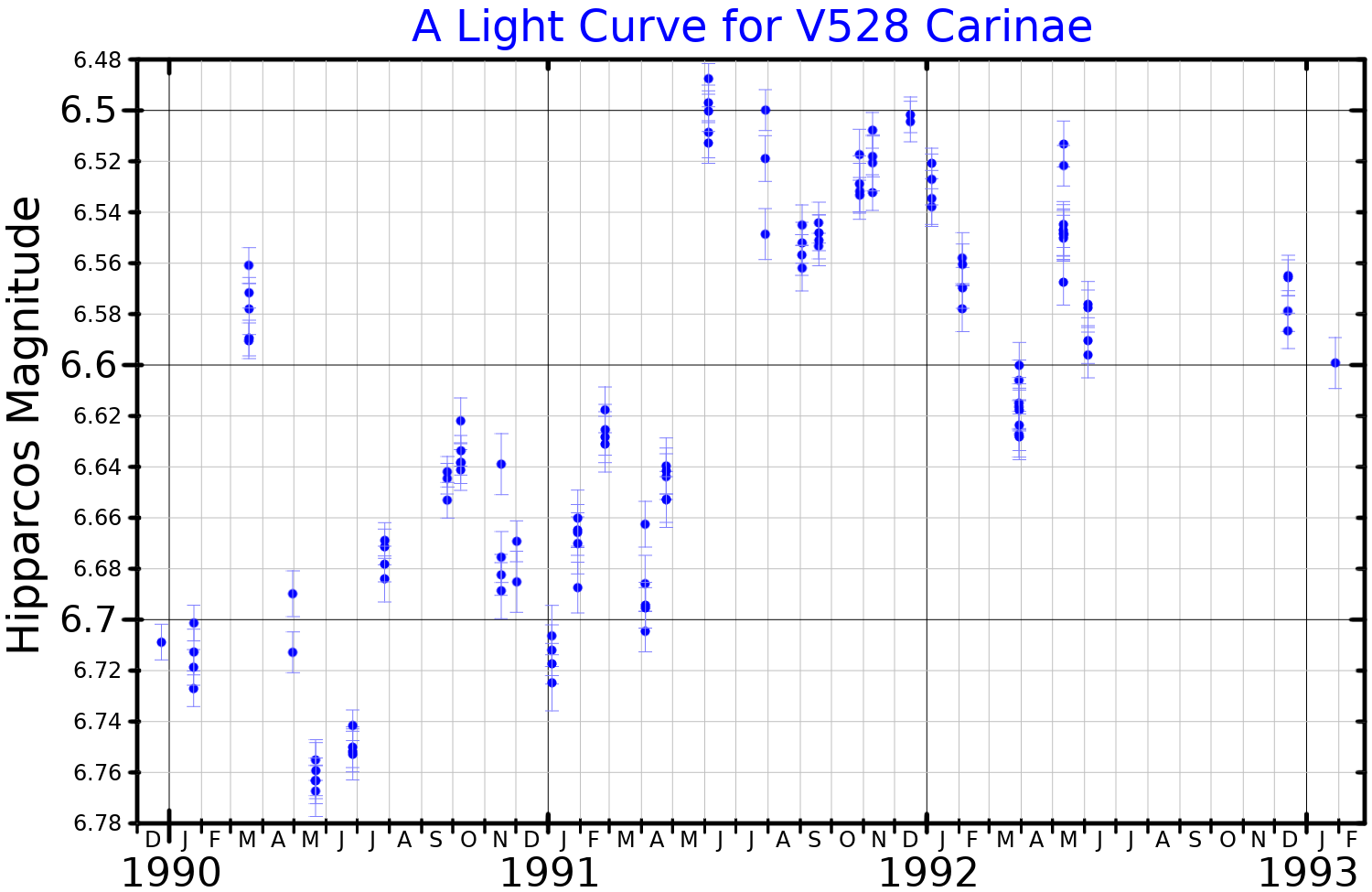
Ljuskurva för V528 Carinae, plottad från Hipparcos-data.

V528 Carinae är en röd till orange superjättestjärna av spektralklass M2 Ib:. Den har en radie som är ca 415 solradier och har ca 30 000 gånger solens utstrålning av energi från dess fotosfär vid en effektiv temperatur av ca 3 700 K. Stjärnan förlorar massa med 0,5 x 10-9 solmassa per år.

## Variation
V528 Carinae är klassad som en långsam irreguljär variabel av typ Lc med prototypen TZ Cassiopeiae och dess ljusstyrka varierar från magnitud +6,27 till + 6,78.